# Gustav Jungbauer
Gustav Jungbauer (* 17. Juli 1886 in Oberplan im Böhmerwald, Bezirk Krumau; † 23. Oktober 1942 in Prag) war ein deutsch-böhmischer Professor für Volkskunde an der Deutschen Universität Prag und Mitbegründer des Böhmerwald-Museums in Oberplan.

## Leben
Jungbauer besuchte das deutsche Gymnasium in Krumau in Südböhmen und war dort Schüler des Gymnasiallehrers Josef Johann Amman (1862–1913), einem Volkskundler des Böhmerwaldes. Anschließend studierte er Germanistik an der deutschen Karl-Ferdinands-Universität Prag bei August Sauer und Adolf Hauffen, die er 1909 mit der Promotion zum Dr. phil. abschloss. Nach der Lehramtsprüfung war er von 1910 bis 1914 Lehrer an der höheren Staatsgewerbeschule in Reichenberg in Nordböhmen.
Während des Ersten Weltkrieges geriet er als Soldat der österreich-ungarischen Armee 1915 in russische Kriegsgefangenschaft. Aus einem Lager in Turkestan gelang ihm die Flucht zurück nach Böhmen. 1919–1921 hielt er sich in Sowjetrussland auf, wo er im Auftrag des Tschechoslowakischen Roten Kreuzes die Rückführung von Kriegsgefangenen erreichen sollte.
1922 habilitierte er sich an der Deutschen Universität Prag und wurde 1923 als Privatdozent Nachfolger von Adolf Hauffen, dessen Bibliographie der deutschen Volkskunde in Böhmen er fortsetzte. Es handelte sich um die erste Habilitation für Volkskunde im deutschsprachigen Raum. Jungbauer wurde 1930 zum nicht besoldeten außerordentlichen Professor ernannt und stieg 1933 zum besoldeten außerordentlichen und 1937 zum ordentlichen Professor auf. Bei der sogenannten Reinigungsaktion des Lehrkörpers der unter dem deutschen Protektorat in Prag fortbestehenden Deutschen Karls-Universität 1939 wurde Jungbauer mit dem Einverständnis Reinhard Heydrichs auf dem Lehrstuhl für deutsche Volks- und Altertumskunde belassen. Seine Assistentin war ab 1936 die Volkskundlerin Hertha Wolf-Beranek (1912–1977), die kurz vor seinem Tod 1942 bei Jungbauer promovierte.
Jungbauer war Mitglied zahlreicher, das deutsche Volkstum in der Tschechoslowakei fördernder Gesellschaften und Vereine. In seiner Geburtsstadt Oberplan war er 1923 Mitbegründer des Böhmerwaldmuseums, das aus Stiftungen und Nachlässen aufgebaut wurde. Von 1928 bis 1938 war er Herausgeber der Sudetendeutschen Zeitschrift für Volkskunde und Schriftleiter der Beiträge zur Sudetendeutschen Volkskunde. Eine Gedenktafel am Friedhof von Horní Planá (Oberplan), wo sein Grab erhalten ist, erinnert an ihn.

## Publikationen (Auswahl)
- Volksdichtung und Volkslieder – Beitrag zur deutsch-böhmischen Volkskunde. Prag, Reichenberg Band 8, 108 ff.
- Märchen aus Turkestan und Tibet (Hrsg.), Jena 1923.
- Die Rübezahl-Sage. Habilitationsschrift 1923.
- Böhmerwald-Märchen. 1923.
- Böhmerwald-Sagen. Jena 1924.
- Zwiebelkalender. In: Handwörterbuch des deutschen Aberglaubens. Berlin/Leipzig 1927. Nachdruck Berlin 1987, Spalte 971.
- Volkslieder des Egerlandes. 1932.
- Schwarzer Freitag. In: Handwörterbuch des Deutschen Aberglaubens. Berlin und Leipzig, 1932. Nachdruck: Walter de Gruyter, Berlin New York, 2000, Spalte 45–73.
- Deutsche Volksmedizin. Ein Grundriß. Berlin/Leipzig 1934.
- Deutsche und kirgisische Hochzeitsbräuche. In: Volkskundliche Gaben. John Meier zum siebzigsten Geburtstage dargebracht, Berlin: de Gruyter 1934, S. 75–84.
- Deutsche Sagen aus der Tschechoslowakei. 1934.
- Sagen aus dem Sudetengau, 1944.